# Morti nel 1984/Aprile
| Questa pagina contiene informazioni ricavate automaticamente dalle voci biografiche con l'ausilio del template Bio e di un bot. L'aggiornamento è periodico e automatico e ricostruisce completamente la pagina. Se manca una persona in questa lista, sei pregato di non aggiungerla, ma accertati piuttosto che la sua voce biografica contenga il template Bio e che i dati anagrafici siano correttamente compilati. Se il template Bio manca, inseriscilo tu stesso o, in alternativa, metti l'avviso {{tmp\|Bio}} che ne segnala la mancanza. Se i dati riportati sono sbagliati, correggi direttamente la voce biografica; le modifiche saranno visibili in questa lista entro pochi giorni. Per chiarimenti vedi il progetto biografie. La lista contiene solo le 111 persone che sono citate nell'enciclopedia e per le quali è stato implementato correttamente il template Bio. Pagina aggiornata al 3 mar 2024. |

- 1º aprile - Marvin Gaye, cantautore, produttore discografico e arrangiatore statunitense (n. 1939)
- 1º aprile - Elizabeth Goudge, scrittrice inglese (n. 1900)
- 1º aprile - Marina Jurlova, militare, scrittrice e ballerina russa (n. 1900)
- 1º aprile - William Kendall, attore inglese (n. 1903)
- 1º aprile - Rodolfo Quadrelli, critico letterario, poeta e saggista italiano (n. 1939)
- 2 aprile - Recha Freier, attivista tedesca (n. 1892)
- 2 aprile - Dina Perbellini, attrice e doppiatrice italiana (n. 1901)
- 2 aprile - Mario Pretto, calciatore e allenatore di calcio italiano (n. 1915)
- 2 aprile - Sunao Sonoda, militare e politico giapponese (n. 1913)
- 2 aprile - Ernst van Aaken, medico e allenatore di atletica leggera tedesco (n. 1910)
- 3 aprile - Luigi Cosenza, ingegnere, architetto e urbanista italiano (n. 1905)
- 3 aprile - Jack Middelburg, pilota motociclistico olandese (n. 1952)
- 4 aprile - Oleg Konstantinovič Antonov, ingegnere sovietico (n. 1906)
- 4 aprile - Johnny Arnold, calciatore e crickettista inglese (n. 1907)
- 4 aprile - Maximilian Fretter-Pico, generale tedesco (n. 1892)
- 5 aprile - Robert Adams, scultore e designer britannico (n. 1917)
- 5 aprile - Basil Eugster, generale inglese (n. 1914)
- 5 aprile - Herbert Fleischmann, attore tedesco (n. 1925)
- 5 aprile - Hans Lunding, ufficiale e cavaliere danese (n. 1899)
- 5 aprile - Arthur Harris, ufficiale inglese (n. 1892)
- 5 aprile - Giuseppe Tucci, orientalista, esploratore e storico delle religioni italiano (n. 1894)
- 5 aprile - Sidney Webster, aviatore e militare britannico (n. 1900)
- 6 aprile - Antonio Forniz, partigiano, giornalista e storico italiano (n. 1905)
- 6 aprile - Kazuo Hasegawa, attore giapponese (n. 1908)
- 7 aprile - Frank Church, avvocato e politico statunitense (n. 1924)
- 7 aprile - Vittorio Cossio, fumettista italiano (n. 1911)
- 8 aprile - Pëtr Leonidovič Kapica, fisico sovietico (n. 1894)
- 8 aprile - Dudey Moore, cestista e allenatore di pallacanestro statunitense (n. 1910)
- 8 aprile - Ioannis Paraskevopoulos, politico e banchiere greco (n. 1900)
- 9 aprile - Dr. Dahesh, scrittore, poeta e filosofo libanese (n. 1909)
- 9 aprile - Paul Ivano, fotografo francese (n. 1900)
- 9 aprile - Paul-Pierre Philippe, cardinale francese (n. 1905)
- 9 aprile - Willem Sandberg, grafico olandese (n. 1897)
- 9 aprile - Adolf Wagner, sollevatore tedesco (n. 1911)
- 10 aprile - Cecilio Maria Cortinovis, religioso italiano (n. 1885)
- 10 aprile - Servílio, calciatore brasiliano (n. 1915)
- 10 aprile - Jack White, produttore cinematografico, regista e sceneggiatore statunitense (n. 1897)
- 10 aprile - Antonio Zambotto, calciatore e arbitro di calcio italiano (n. 1905)
- 11 aprile - Pedro Armillas, antropologo e archeologo spagnolo (n. 1914)
- 12 aprile - Daniele D'Anza, regista e sceneggiatore italiano (n. 1922)
- 12 aprile - José Jabardo, ciclista su strada spagnolo (n. 1915)
- 12 aprile - Edward Sokoine, politico tanzaniano (n. 1938)
- 12 aprile - Ramón Tapia, pugile cileno (n. 1932)
- 12 aprile - Ruth Taylor, attrice statunitense (n. 1905)
- 13 aprile - Richard Hurndall, attore britannico (n. 1910)
- 13 aprile - Ralph Kirkpatrick, musicologo e clavicembalista statunitense (n. 1911)
- 14 aprile - Thorold Dickinson, regista inglese (n. 1903)
- 14 aprile - Eugen Geiwitz, schermidore tedesco (n. 1901)
- 14 aprile - John Putnam Merrill, medico statunitense (n. 1917)
- 15 aprile - Tommy Cooper, attore, comico e regista britannico (n. 1921)
- 15 aprile - William Empson, poeta e critico letterario inglese (n. 1906)
- 15 aprile - Giuseppe Fracassi, politico italiano (n. 1916)
- 15 aprile - Grete Hermann, matematica e filosofa tedesca (n. 1901)
- 15 aprile - Glen MacWilliams, direttore della fotografia statunitense (n. 1898)
- 15 aprile - Hans Tomamichel, pittore |Attività2=illustratore |Attività3=grafico svizzero (n. 1899)
- 15 aprile - Alexander Trocchi, scrittore scozzese (n. 1925)
- 15 aprile - Giovanni Volpe, editore italiano (n. 1906)
- 16 aprile - Charles G. Finney, giornalista statunitense (n. 1905)
- 16 aprile - Byron Haskin, regista, direttore della fotografia e effettista statunitense (n. 1899)
- 16 aprile - Giovanni Lattuada, ginnasta italiano (n. 1905)
- 16 aprile - Wanda Wulz, fotografa italiana (n. 1903)
- 17 aprile - Mark Clark, generale statunitense (n. 1896)
- 17 aprile - Salvatore Piccolo, politico e avvocato italiano (n. 1911)
- 17 aprile - Jimmy Trotter, allenatore di calcio e calciatore inglese (n. 1899)
- 18 aprile - Kenneth Stewart Cole, biofisico statunitense (n. 1900)
- 18 aprile - Pierre Frank, politico francese (n. 1905)
- 18 aprile - Leopold Lindtberg, regista austriaco (n. 1902)
- 18 aprile - Francis De Wolff, attore britannico (n. 1913)
- 19 aprile - He Zizhen, rivoluzionaria cinese (n. 1910)
- 19 aprile - Machito, musicista cubano (n. 1908)
- 20 aprile - Giovanni Chiecchi, allenatore di calcio e calciatore italiano (n. 1904)
- 20 aprile - Karl Hipfinger, sollevatore austriaco (n. 1905)
- 20 aprile - Antonio Maquilón, calciatore peruviano (n. 1902)
- 21 aprile - Marcel Janco, pittore rumeno (n. 1895)
- 22 aprile - Ansel Adams, fotografo statunitense (n. 1902)
- 22 aprile - Gracco De Nardo, calciatore e allenatore di calcio italiano (n. 1893)
- 23 aprile - Raymond François, calciatore francese (n. 1909)
- 23 aprile - Red Garland, pianista statunitense (n. 1923)
- 23 aprile - Harry Hibbs, allenatore di calcio e calciatore inglese (n. 1906)
- 23 aprile - Erling Nilsen, pugile norvegese (n. 1910)
- 23 aprile - Roland Penrose, pittore, storico e poeta britannico (n. 1900)
- 23 aprile - Juan Tizol, trombonista e compositore portoricano (n. 1900)
- 24 aprile - Jane Graverol, pittrice belga (n. 1905)
- 24 aprile - Domenico Guaccero, compositore italiano (n. 1927)
- 24 aprile - Antonio Marussi, matematico e geodeta italiano (n. 1908)
- 25 aprile - Céleste Albaret,  francese (n. 1891)
- 25 aprile - Richard Benedict, attore e regista statunitense (n. 1920)
- 25 aprile - Loro Boriçi, allenatore di calcio e calciatore albanese (n. 1922)
- 25 aprile - Epicarmo Corbino, politico e economista italiano (n. 1890)
- 25 aprile - Ignazio Ferronetti, montatore e regista italiano (n. 1908)
- 25 aprile - David A. Kennedy, giornalista statunitense (n. 1955)
- 25 aprile - Kevin Andrew Lynch, urbanista e architetto statunitense (n. 1918)
- 26 aprile - Count Basie, pianista e compositore statunitense (n. 1904)
- 26 aprile - Dolores Cassinelli, attrice statunitense (n. 1888)
- 26 aprile - Barry Gray, compositore inglese (n. 1908)
- 26 aprile - Helge Løvland, multiplista norvegese (n. 1890)
- 26 aprile - May McAvoy, attrice statunitense (n. 1899)
- 26 aprile - Henry Rowland, attore statunitense (n. 1913)
- 26 aprile - Vojmir Tedoldi, giornalista italiano (n. 1919)
- 28 aprile - Treg Brown, montatore statunitense (n. 1899)
- 28 aprile - Onio Della Porta, politico italiano (n. 1924)
- 28 aprile - Gino Frediani, religioso italiano (n. 1913)
- 28 aprile - Piet Kraak, calciatore olandese (n. 1928)
- 29 aprile - Sulo Salmi, ginnasta finlandese (n. 1914)
- 30 aprile - Michael Adeane, ufficiale britannico (n. 1910)
- 30 aprile - Otto Arosemena, politico ecuadoriano (n. 1925)
- 30 aprile - Mario Carlin, tenore italiano (n. 1915)
- 30 aprile - Giuseppe D'Alessandro, politico e medico italiano (n. 1915)
- 30 aprile - Rodrigo Lara Bonilla, avvocato e politico colombiano (n. 1946)
- 30 aprile - Jimmy Logie, calciatore e allenatore di calcio scozzese (n. 1919)
- 30 aprile - Zelda Schneersohn Mishkovsky, poetessa israeliana (n. 1914)